# Шибпур
Шибпур (бенг. শিবপুর, англ. Shibpur) — город в центральной части Бангладеш, административный центр одноимённого подокруга. Площадь города равна 3,52 км². По данным переписи 2001 года, в городе проживало 8992 человека, из которых мужчины составляли 51,59 %, женщины — соответственно 48,41 %. Уровень грамотности населения составлял 47,5 % (при среднем по Бангладеш показателе 43,1 %). 